# Samuel Walker
Samuel (Sam) Walker (Mansfield, 7 mei 1995) is een Engelse professioneel tafeltennisser. Hij speelt rechtshandig met de shakehand-grip.
Hij nam namens het Verenigd Koninkrijk deel aan de Olympische Zomerspelen 2016 maar won geen medailles.

## Belangrijkste resultaten
- Zilver met het team op de Gemenebestspelen 2014.
- Brons met het team op de wereldkampioenschappen 2016.